# Hinckley and Bosworth
Hinckley and Bosworth är ett distrikt (motsvarande kommun) i grevskapet Leicestershire i England, Storbritannien. Distriktet har 114 298 invånare (2022). Större orter är Barwell, Earl Shilton och Hinckley.  Distriktet är indelat i 24 civil parishes, förutom staden Hinckley som inte ingår i någon civil parish.